# Углецы
Углецы́ — деревня в составе Сакулинского сельского поселения Палехского района Ивановской области.

## География
Деревня находится на востоке Палехского района, в 18 км к востоку от Палеха, рядом с селом Сакулино.

## Население
| 1859 | 1905 | 2002 | 2010 |
| ---- | ---- | ---- | ---- |
| 164  | ↘144 | ↘7   | ↘0   |

## Достопримечательности
Полуразрушенная часовня, построенная в честь чудесно обретённой иконы «Восьмая пятница». С появлением в деревне колхоза часовню превратили в склад для хранения зерна, икона вновь была утеряна.